# Croada del 1197
La croada del 1197, també coneguda pel nom de croada d'Enric VI o croada alemanya, fou una croada impulsada per l'emperador Enric VI del Sacre Imperi Romanogermànic per compensar la fallida expedició militar del seu pare, Frederic I durant la Tercera Croada (1189–1190) en Terra Santa.
Mentre el seu exèrcit estava de camí cap al Llevant, Enric VI morí el 28 de setembre del 1197, abans de sortir del port de Messina. El conflicte successori entre el germà del difunt, Felip de Suàbia i Otó de Brunswick fou la causa per la qual les tropes van ser obligades a tornar, per defensar els interessos dels Hohenstaufen en l'elecció del nou emperador de l'Imperi Romanogermànic. Els nobles, però, romangueren en Terra Santa i capturaren alguns llocs en la costa entre Tir i Trípoli. La croada acabà abruptament després de la pèrdua de Sidó i Beirut el 1198.

## Context
El 2 d'octubre del 1187 el soldà aiúbida Saladí capturà Jerusalem i altres territoris dels estats croats. Per tal de recuperar aquestes possessions, el rei Felip II de França, Ricard I d'Anglaterra i l'emperador Frederic I del Sacre Imperi Romanogermànic engegaren la Tercera Croada el 1189. Frederic sortí acompanyat d'un gran exèrcit per la ruta terrestre mentre que els altres anaren per la ruta marítima. L'exèrcit croat alemany fou derrotat per un contingent seljúcida a Filomèlion, després capturaren la capital dels seljúcides, Iconi, i en el camí cap a Jerusalem l'emperador morí ofegat al riu Saleph. La seva host, d'uns 12.000 o 15.000 homes, estava afectada per la set i les malalties i, havent perdut el seu comandant, molts decidiren tornar al seu país, llevat d'uns pocs que acompanyaren Frederic VI de Suàbia, fill del finat, a col·laborar en el setge d'Acre.. La croada acabà el 1192 amb el Tractat de Ramla, signat entre Saladí i el rei Ricard, que acordava una treva de tres anys, amb Jerusalem sota control musulmà.
Enric VI, escollit emperador el 1169, succeí al seu pare en aquest càrrec i fou coronat pel papa Celestí III el 1191. El seu prestigi davant els altres prínceps del seu imperi augmentà quan el rei anglès fou capturat al seu pas pel Ducat d'Àustria, a causa d'una ofensa comesa en Terra Santa, i només fou alliberat a canvi del pagament d'un quantiós rescat i un jurament de fidelitat. El 1194 Enric reclamà l'herència de la seva esposa Constança i conquerí el Regne de Sicília. Però li calia el reconeixement del papa com a legítim governant de Sicília, cosa que li va prometre a canvi de col·laborar en la reconquesta de Jerusalem. El moment era propici: el 1195 l'armistici arribava a la seva fi i per altra banda els seljúcides estaven en mig d'una guerra civil per la successió després de la mort del soldà Saladí, que havia mort el 1193.
Enric VI decidí aprofitar l'amenaça d'atac sobre l'Imperi Romà d'Orient que havia fet el seu pare, si no era capaç de mantenir a ratlla les revoltes a Sèrbia i Bulgària i l'expansió seljúcida. Isaac II Àngel havia mantingut relació amb l'usurpador de Sicília Tancred de Lecce, però fou destronat l'abril del 1195 pel seu germà Aleix III Àngel. Enric envià una carta amenaçadora al nou emperador romà d'Orient i li exigí el pagament d'un tribut per finançar una croada.Aleix se sotmeté a la petició i començà a recaptar impostos per pagar-li 5.000 lliures d'or. Enric informà de les seves intencions al rei de Xipre Amalric II i al príncep Lleó II d'Armènia Menor.

## Convocatòria
Durant la Setmana Santa del 1195, l'emperador Enric anuncià públicament l'inici de la croada a Bari, on feu una pregària per l'èxit del projecte. El seu pla original, l'abril del 1195, era aplegar una força de 1.500 cavallers i 3.000 sergents, però el nombre de reclutats superà les seves expectatives. Durant l'estiu, viatjà per Alemanya cercant adeptes. Malrat els escassos resultats de la Tercera Croada, un gran nombre de senyors respongueren a aquesta crida, entre els quals estaven:
- L'arquebisbe Conrad de Wittelsbach, l'arxicanceller alemany i arquebisbe Hartwig de Bremen
- Nou bisbes, entre els quals: Wolfger de Passau, Conrad de Querfurt
- Cinc ducs: Enric I de Brabant, Bertold IV de Merània, Frederic d'Àustria, Enric de Mödling i Hermann I de Turíngia
- Diversos comtes: Enric V del Palatinat, Meinhard II de Gorízia, Eberhard de Dörnberg

Un gran nombre de nobles menors també s'uniren a la croada i, segons diu Arnold von Lübeck en la seva Arnoldi Chronica Slavorum, eren una poderosa host de 60.000 membres, 7.000 dels quals eren cavallers alemanys. Un altre cronista contemporani donà una xifra més baixa, 4.000 cavallers més una gran quantitat d'infanteria. La historiadora Claudia Naumann suggerí el 1994 que aquesta croada devia comptar més probablement amb 16.000 homes, 3.000 dels quals serien cavallers. Bretislau III de Bohèmia havia acordat unir-se a la croada en la dieta de Worms, celebrada el desembre del 1195, i fins i tot ho tenia tot planificat, però emmalaltí i morí el 15 o el 19 de juny del 1197.
Pel març del 1197 Enric es traslladà al Regne de Sicília. Els croats començaren a embarcar cap a Acre, però l'emperador retardà la marxa perquè primer hagué de sufocar una revolta a Catània. Un contingent de 3.000 saxons i renans embarcaren en 44 vaixells sota el comandament del comte palatí Enric V i l'arquebisbe Hartwig de Bremen, des d'un port del nord d'Alemanya i arribaren a Messina a l'agost, on s'uniren a les tropes de l'emperador per anar junts cap al Llevant de la Mediterrània. Estant encara a Sicília, l'emperador sortí de cacera el mes d'agost per un bosc a prop de Fiumedinisi i tornà malalt amb febre alta, potser malària. Morí el 28 de setembre sense haver pogut complir el seu desig d'anar a la croada.

## La croada
El 22 de setembre del 1197 els croats alemanys, comandats per l'arquebisbe Conrad de Magúncia i el mariscal Heinrich von Kalden arribaren al port d'Acre, on la seva presència causà desgrat en els francs que estaven a les ordres de la reina Isabel I de Jerusalem. Alguns prínceps alemanys es negaven a acceptar l'autoritat de Henrich von Kalden, i escolliren el duc Enric de Brabant com a cap de la croada, la qual continuà el viatge cap a Tir, des d'on començaren a guerrejar per expulsar els musulmans de Beirut i la resta de la costa fins a Trípoli. Capturaren la pròspera ciutat de Sidó i el 24 d'octubre entraren a Beirut. Amb el suport dels prínceps alemanys, el rei Amalric de Xipre, es casà amb la reina Isabel i fou coronat rei de Jerusalem el 1198.
Els croats continuaren amb la seva campanya militar i conqueriren el castell de Gibelet, que posaren en mans del comte de Trípoli. Després marxaren cap a Damasc i muntaren setge a Toron, però les notícies que arribaren sobre l'emperador aturaren els plans. Pel juliol del 1198 molts dels nobles havien tornat als seus feus per jurar vassallatge i confirmar els títols davant del nou emperador. La resta de la croada pactà un armistici el juny del 1198 amb l'emir Al-Àdil I, el qual reconegué el govern d'Amalric II sobre les terres conquerides per aquesta croada. Com a rei de Jerusalem, Amalric confià el senyoriu de Beirut a Joan d'Ibelin i el de Sidó a Reginald Grenier. De retorn a Alemanya, l'arquebisbe Conrad de Magúncia el gener del 1198 coronà amb el títol de rei al príncep Lleó d'Armènia Menor, en la ciutat de Tars.

## Conclusió de la croada
Amb la manca del finat emperador Enric, el veritable promotor, la croada no assolí les seves elevades aspiracions. Per altra banda, l'Imperi Romà d'Orient continuava perdent força per contenir l'avanç dels seus enemics, cosa que impulsà la Quarta Croada, però el saqueig de Constantinoble del 1204, desvià l'atenció dels croats cap a Terra Santa durant uns anys i l'armistici pactat pels alemanys es perllongà per sis anys més.
Els prínceps alemanys, centrarien els seus esforços en conquerir i cristianitzar les terres dels eslaus polabis que habitaven a l'est del seu imperi, l'anomenada croada contra els wends iniciada el 1147. L'Orde Teutònic, establert durant el setge d'Acre del 1190 també s'implicà en la cristianització de l'est d'Europa, en la croada prussiana, on tingueren més èxit que en Terra Santa.